# 裸祭り

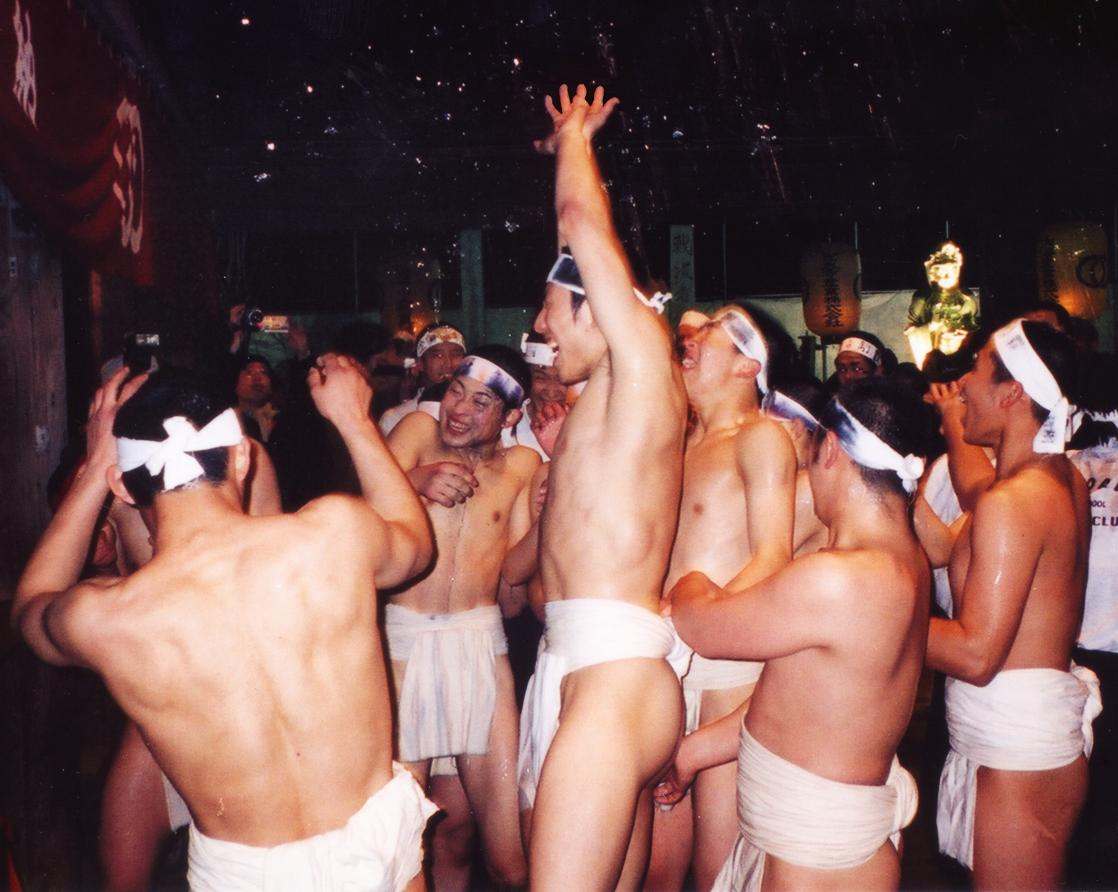
西大寺会陽の参加者

裸祭り（はだかまつり）は、主に男性参加者が褌姿など裸体に近い姿、または全裸で参加する日本の祭り。

## 概要
裸祭りは、祭りの参加者（氏子）が生誕した時と同じ裸体となることで清浄無垢の姿で神との交渉を行う神聖な祭事とされる。禊として厄を落として新たに生まれ変わる神事と、その年の五穀豊穣・豊作祈願・大漁祈願を占う神事の二つに大別されている。
裸祭りは正月の修正会（しゅじょうえ）の最後か、川祭・夏越し祭の折に開催されることが多い。正月の裸祭りは物忌を終えた氏子が新しい生命を得て復活した姿を示すものであり、夏の裸祭りは穢を払う禊を起源を持つと言われる。
裸祭りは全国的に行われており、正月の裸祭りでは岩手県奥州市水沢区の黒石寺蘇民祭、愛知県稲沢市の尾張大国霊神社（通称：国府宮神社）の儺追（なおい）神事、岡山市西大寺の会陽（えよう）、福岡市東区の筥崎宮の玉せせりなどがあり、夏の裸祭りでは東京都品川区荏原神社の天王祭り、京都市賀茂神社の夏越し祭りなどが著名。常陸大宮市の祇園祭は毎年2日間開催され、1日目は男児が子供神輿を、2日目は褌姿の成人男性が大人神輿を担いでいる。

## 参加者の性別

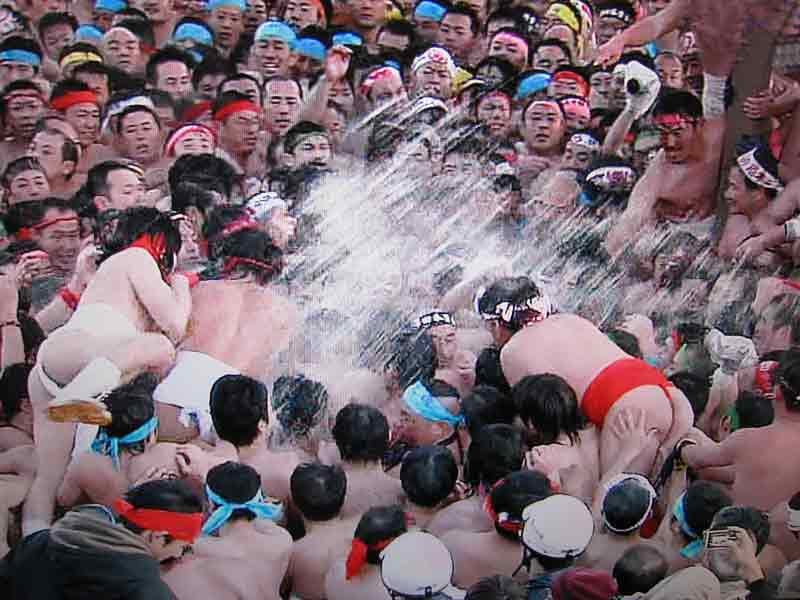
国府宮はだか祭り

参加者（氏子）は、基本的に多くが男性である。神奈川県川崎市の金山神社「かなまら祭」を除いて、女性参加はほぼみられない。愛知県稲沢市の国府宮はだか祭では、2024年から女性も上衣を着た上で男性とは時間を分けるなどの安全策を講じた上で参加できるようになった。
なお、宗教学者の佐木秋夫によると、土浦の大波神社でも女性による裸祭りがあったという。

## 歴史

### 毘沙門堂裸押合い祭（新潟県南魚沼市）
約1,200年前から受け継がれる大祭で、2018年（平成30年）に国の重要無形民俗文化財に指定された。本尊の農業の神・毘沙門天が開帳される初詣の正月3日に、周辺の農民が多数訪れ、早く参拝しようと押し合う中で次第に裸となり、裸押合いが始まったとされ、1841年（天保12年）発売の『北越雪譜』（鈴木牧之著）でも、当時の参拝者が裸で押し合う様子が描写されている。時代を経て長年3月3日に行われて来たが、2020年（令和2年）より3月最初の土曜日に変更となった。

### 西大寺会陽（岡山県岡山市）
寺伝によれば、室町時代の永正年間に忠阿上人が参拝者に守護札を授与していたが、希望者が増えたため、1510年（永正7年）に参拝する群衆の頭上に牛玉（紙製の守護札）を投げ与えた所、奪い合いになったのが会陽の始まりとされる。札を奪い合う群衆は当初は着衣だったが、動きやすくなるために次第に裸になっていったと推測され、1661年（寛文元年）の年紀を持つ縁起本に会陽初期の様子を表した絵図があり、裸と着衣の人間が入り交じって描かれている。

## 全国の裸祭り

### 北海道地方
- 1月15日：木古内町寒中みそぎ祭り（木古内町）[15][16]
- 7月第1土曜日：江差かもめ島まつり（江差町）[17]
- 7月中旬：芦別健夏山笠（芦別市）[18]
- 7月中旬：あかびら火まつり（赤平市）[19]

### 東北地方
- 元旦：常盤八幡宮年縄奉納裸参り（藤崎町）[20]
- 1月7日：七日堂裸まいり（柳津町）[21][22]
- 1月7日：二井山裸参り（湯殿山神社、横手市）[23]
- 1月9日 - 28日：裸参り（不退院・永祥院・教浄寺・盛岡八幡宮・浅草観世音・櫻山神社・大日如来、盛岡市）[24]
- 1月14日：松焚祭（大崎八幡宮、仙台市）[25]
- 1月14日：こごたどんと祭り（山神社、美里町）[26]
- 1月14日：坂下初市大俵引き（会津坂下町）[27]
- 1月15日に近い日曜日：やや祭り（庄内町）[28]
- 1月第3日曜日：新山神社裸まいり（由利本荘市）[29]
- 旧暦1月7日：黒石寺蘇民祭（黒石寺、奥州市）[30]
- 2月3日：裸樽神輿（栗原市）[31]
- 旧暦12月12日：湯之沢裸祭り（長松垢離とり）（山祇神社、西和賀町）[32]
- 12月31日：飯詰稲荷神社裸参り（五所川原市）

### 関東地方
- 成人の日の前日：小高の裸参り（匝瑳市）[33]
- 1月20日早朝：湯かけ祭り（長野原町）[34]
- 2月25日：和良比はだか祭り（和良比皇産霊神社、四街道市）[35]
- 3月15日：内黒田はだか参り（内黒田熊野神社、四街道市）[36]
- 7月中旬：江ノ島天王祭（八坂神社《藤沢市》・小動神社《鎌倉市》）[37]
- 7月下旬：大和田氷川神社夏まつり（新座市）[38]
- 7月下旬：甘酒祭（熊野神社、秩父市）[39]
- 7月下旬：祇園祭（素鷲神社、常陸大宮市）[40]
- 9月13日：上総十二社祭り（一宮町）[41]
- 9月23日 - 24日：大原はだか祭り（いすみ市）[42]
- 11月19日：盤台行事（有氏神社、神川町）[43]

### 中部地方
- 元旦：上野間の裸まいり（美浜町）[44]
- 1月1日 - 3日：由比のお太鼓祭（静岡市清水区）[45]
- 1月3日：ドウ押し（毘沙門堂、佐渡市）[46]
- 旧暦1月13日：国府宮はだか祭（尾張大国霊神社、稲沢市）[47]
- 1月17日：裸胴上げまつり（藤崎観音堂、糸魚川市）[48]
- 旧暦1月17日 きねこさ祭り（別名：御田祭り）名古屋市無形民俗文化財
- 1月下旬：曽々木寒中みそぎフェスティバル（輪島市）[49]
- 1月下旬：大寒みそぎ（和田八幡宮、福井市）[50]
- 2月1日：ヤーヤ祭り（尾鷲神社、尾鷲市）[51][52]
- 2月3日：節分会はだか祭り（宝光院、大垣市）[53]
- 2月第2土曜日：裸押合大祭（栃堀巣守神社、長岡市）[54]
- 2月第2日曜日：天下祭（豊田市）[55][56]
- 2月下旬：赤谷どんづきまつり（上赤谷鎮守山神社、新発田市）[57]
- 3月最初の土曜日：浦佐毘沙門堂裸押合大祭（普光寺、南魚沼市）[8][9]
- 3月上旬：中田裸祭り（豊田市）
- 4月11日：酒とり祭り（下後亟神明宮、小矢部市）[58]
- 4月19日：起し太鼓（飛騨市）
- 7月上旬：島立堀米の裸祭り（松本市）[59]
- 旧暦8月10日直前の土日：見付天神裸祭（見付天神、磐田市）[60]
- 11月：国崎二船祭り（海士潜女神社、三重県鳥羽市国崎町）
- 12月第2土曜日：池ノ上みそぎ祭（葛懸神社、岐阜市）[61]

### 近畿地方
- 1月上旬：どやどや（四天王寺、大阪市天王寺区）[62]
- 1月14日：法界寺裸踊り（法界寺、京都市伏見区）[63]
- 成人の日の前日：西市辺裸まつり（法徳寺薬師堂、東近江市）[64]
- 5月第4日曜：嵯峨祭（還幸祭）（野宮神社・愛宕神社、京都市右京区）
- 8月上旬：矢取り神事（下鴨神社、京都市左京区）[65]
- 10月14 - 15日：灘のけんか祭り（松原八幡神社、姫路市）[66]
- 10月22日：鞍馬の火祭（由岐神社、京都市左京区）[67]

### 中国地方
- 2月第1日曜日：松林寺子供会陽（岡山市南区）[68][69]
- 2月第1土曜日：金山寺会陽（岡山市北区）[70]
- 2月第2土曜日：安養寺会陽（美作市）[71]
- 2月第2土曜日：岩倉寺会陽（西粟倉村）[72]
- 2月第3土曜日：御福開祭・はだか祭り（久井稲生神社、三原市）[73]
- 2月第3土曜日：西大寺会陽（岡山市東区）[13]
- 2月下旬：道通宮子供会陽（沖田神社、岡山市中区）[74]
- 10月中旬：大原の秋祭り（美作市）[75]
- 10月第3日曜日：蛸舞式神事（福岡神社、伯耆町）[76]
- 11月第4土曜日：防府天満宮御神幸祭（裸坊祭）（防府市）[77]

### 四国地方
- 2月下旬：善通寺会陽（善通寺市）[78]
- 10月5日 - 7日：松山秋祭りの一体走り

### 九州地方
- 1月2 - 3日：竹崎観世音寺修正会鬼祭（竹崎観世音寺、太良町）[79]
- 1月3日：玉せせり（筥崎宮、福岡市東区）[80]
- 1月7日：鬼夜（大善寺玉垂宮、久留米市）[81]
- 1月10日：脇之浦はだか祭り（北九州市若松区）[82]
- 1月15日：竹崎の円座祭（竹崎観世音寺、太良町）[79][83]
- 成人の日：青島裸まいり：（青島神社、宮崎市）[84]
- 1月中旬の日曜日：ヘトマト（五島市）[85][86]
- 1月第3日曜日：破魔弓祭（的ばかい）（四王子神社、長洲町）[87]
- 1月20日：上津深江八坂神社裸祭り（苓北町）[88]
- 2月10日：風浪宮大祭の裸ん行（大川市）
- 6月1日 - 2日：川渡祭（へこかき祭り）（高良大社、久留米市）[89]
- 7月上旬：博多祇園山笠（福岡市博多区）[90]
- 7月中旬：かごしま夏祭り（鹿児島市）
- 7月19日：津屋崎祇園山笠（福津市）
- 旧暦8月15日：十五夜ソラヨイ（南九州市）[91]
- 10月14日：ケベス祭（岩倉社、国東市）
- 11月上旬：若宮八幡神社 (豊後高田市)#秋季大祭（豊後高田市）[92]
- 11月中旬：さいすくい（貴船神社、中津市）[93]

## 台湾の裸祭り
- 2月 - 3月：タオ族の飛魚祭[94]